# 德巴加尔
德巴加尔（Debagarh），是印度奥里萨邦Debagarh县的一个城镇。总人口20085（2001年）。

## 人口
该地2001年总人口20085人，其中男性10512人，女性9573人；0—6岁人口2506人，其中男1284人，女1222人；识字率67.27%，其中男性为74.39%，女性为59.46%。